# Захаров, Андрей Михайлович
Андре́й Миха́йлович Заха́ров (20 февраля 1943 — 13 декабря 2008, Абу-Даби) — советский и российский дипломат, чрезвычайный и полномочный посол Российской Федерации в Объединённых Арабских Эмиратах (2006—2008). Чрезвычайный и полномочный посланник 1 класса (2008)

## Биография
В 1966 году окончил Институт восточных языков при МГУ им. М. В. Ломоносова, в 2000 году — Высшие дипломатические курсы при Дипломатической академии МИД России. Кандидат исторических наук. Владел арабским и английским языками.
На дипломатической работе с 1983 года. Работал на различных дипломатических должностях в центральном аппарате МИД и за рубежом.
- В 1983—1987 годах — советник Посольства СССР в Алжирской Демократической Республике.
- В 1995—1999 и 2001—2005 годах — советник Посольства СССР/России в Арабской Республике Египет.
- С 3 марта 2006 и до своей смерти 13 декабря 2008 года — чрезвычайный и полномочный посол России в ОАЭ[2]. При нём состоялся первый визит президента Роccии Владимира Путина в ОАЭ, был заложен камень в основание первого православного храма на Аравийском полуострове[3].

Был награждён Почётной грамотой МИД России.
Скоропостижно скончался 13 декабря 2008 года в Абу-Даби. Похоронен в Москве на Ваганьковском кладбище.

### Личная жизнь
Был женат, имел двух дочерей.